# Смузи
Сму́зи (от англ. smoothie ← smooth «однородный, мягкий, приятный») — густой напиток в виде смешанных в блендере или миксере ягод, фруктов или овощей (обычно одного вида) с возможным добавлением молока, сока, льда, растительного масла и т. д.
Форма выпуска бывает разной: десерт может подаваться как в бутылке, так и в высоком стакане с соломинкой. Себестоимость производства смузи в США составляет 10−15 центов, а цена продажи 2,5−4,5 доллара.

## История
Смузи стал продаваться ещё в 30-х годах XX века в Калифорнии, но стал очень популярным в США только в конце 1960-х годов, когда магазины так называемого здорового питания начали продавать их. В 1990-х и 2000-х годах смузи появились и в обычных кафе, ресторанах и кофейнях, а также в бутылках в супермаркетах по всему миру.
В начале 1970-х годов компания Smoothie King начала продажу смешанных фруктовых напитков под названием «Смузи». Тем не менее, один из основателей фирмы Стефан Кунау признаёт, что они не изобретали слово «Смузи», он утверждает, что термин появился в конце 1960-х годов среди хиппи и относился к фруктовым напиткам. В 1980 году рост популярности спорта и здорового образа жизни привёл к дополнительному развитию индустрии продуктов здорового питания. За это время открылись первые специализированные бары соков и коктейлей, неотъемлемой частью меню которых были смузи.
Также существует версия, что смузи был «изобретён» тихоокеанскими сёрферами.

## Влияние на здоровье
Питательность смузи и его влияние на здоровье зависит от его ингредиентов и их пропорций. Многие смузи включают в себя несколько порций фруктов и овощей, которые рекомендуются при здоровом питании и предназначены для замены приёма пищи. Однако фруктовый сок, содержащий большое количество сахара, может увеличить потребление калорий и способствовать увеличению веса. Часто количество сахара в смузи превышает его количество в обычных фруктовых соках. Могут использоваться также такие ингредиенты, как протеиновые порошки и мороженое, обеспечивающие получение высококачественного белка, а в качестве замены сахара могут использоваться подсластители. Одно исследование показало, что смузи менее насыщают, несмотря на то, что обеспечивают такое же количество энергии, как и нерафинированные продукты.

## Ингредиенты

### Зелёный смузи
Зелёный смузи обычно на 40-50 % состоит из зелёных овощей (примерно половина), обычно из сырых зелёных листовых овощей, таких как шпинат, капуста, мангольд, кудрявая капуста (кале), сельдерей, петрушка или брокколи, а остальные ингредиенты в основном или полностью состоят из фруктов. Большинство зелёных листовых овощей имеют горьковатый привкус при подаче в сыром виде, но его можно улучшить, выбирая определённые менее горькие овощи (например, шпинат) или сочетая с фруктами или другими сладкими ингредиентами.

### Фруктовый смузи
Основные ингредиенты фруктового смузи: фрукты и ягоды. В качестве ягод обычно используется малина, брусника, клубника или вишня. В качестве дополнительных ингредиентов могут использоваться: молоко, сухая молочная сыворотка, пряности, орехи, мёд, зелёный чай, сиропы, соки, и т. д.

### Протеиновый коктейль
Протеиновый коктейль — это комбинация воды или молочных продуктов в той или иной форме с добавлением протеинового порошка, фруктов и овощей. Их можно употреблять в любое время дня и они используются в качестве протеиновой добавки для тех, кто хочет увеличить потребление белка. Протеиновый порошок может иметь меловой вкус, если его отдельно смешать с молоком или водой. Протеиновый коктейль улучшает вкус протеинового порошка за счёт добавления фруктов или других подсластителей.

## Культура
Многие различные смузи являются частью индийской, средиземноморской и ближневосточной кухни. Фруктовый шербет (популярный напиток в Западной и Южной Азии) иногда также включает йогурт и мёд. В Индии ласси — это смузи или молочный коктейль, состоящий из колотого льда, йогурта, сахара и манго; на юге распространены ананасовые смузи, приготовленные с колотым льдом, сахаром и без йогурта.

## Галерея
- Смузи с добавлением шоколада
- Смузи
- Тропический смузи